# Sararanga
Sararanga, maleni biljni rod iz porodice pandanovki. Sastoji se od dvije vrste drveća raširenih od Filipina i preko Nove Gvineje do Bismarcklovog arhipelaga i Solomonskih Otoka

## Opis cvijeta
Kod Sararangi, plod je bobica kao i kod Freycinetije. Testa se sastoji od lignificirane vanjske ovojnice s nekoliko staničnih slojeva i neolignificirane unutarnje ovojnice s dva stanična sloja. Abortivni plodovi su česti; oni odgovaraju normalnim plodovima koji nemaju karpele i ponekad imaju bočni nastavak koji upućuje na abortivnu karpelu. Staminatni cvjetovi imaju tučak kao i Freycinetia. Stjenke prašnika imaju 1-3 stanična sloja s endotecijalnim zadebljanjima, jedan sloj u distalnom dijelu, 2-3 sloja u proksimalnom dijelu, kao kod Pandanusa. Dakle, unutar porodice Pandanaceae, Sararanga ima posredni položaj između Pandanusa i Freycinetije. Općenito govoreći, postoji gradijent u vaskularizaciji brakteja na cvatovima: gornji brakteji su nevaskularizirani, donji brakteji vaskularizirani. Anatomija sugerira da su kupule perijant.

## Vrste
1. Sararanga philippinensis Merr.
2. Sararanga sinuosa Hemsl.